# Tiquita
La tiquita és un mineral de la classe dels carbonats que pertany al grup de la northupita. El seu nom prové del grec
τυχή, "tyche" (sort, casualitat) perquè el primer i l'únic dels últims deu cristalls de northupita d'un total de devers 5.000 examinats per S.L. Penfield i G.S. Jamieson va ser tiquita.

## Característiques
La tiquita és un carbonat de fórmula química Na₆Mg₂(CO₃)₄(SO₄). Cristal·litza en el sistema isomètric i els cristalls mesuren fins a 8 mm. La seva duresa a l'escala de Mohs és 3,5. Forma una sèrie de solució sòlida amb la ferrotiquita, en la qual la substitució gradual del magnesi per ferro va donant els diferents minerals de la sèrie.
Segons la classificació de Nickel-Strunz, la tiquita pertany a «05.BF - Carbonats amb anions addicionals, sense H₂O, amb (Cl), SO₄, PO₄, TeO₃» juntament amb els següents minerals: ferrotiquita, manganotiquita, northupita, bonshtedtita, bradleyita, crawfordita, sidorenkita, daqingshanita-(Ce), reederita-(Y), mineevita-(Y), brianyoungita, filolitita, leadhil·lita, macphersonita i susannita.

## Formació i jaciments
La tiquita és un mineral poc comú en els dipòsits evaporítics estratolligats en llacs. Va ser descoberta al llac Searles, al Comtat de San Bernardino (Califòrnia, Estats Units). També ha estat trobada al llac Borax, al comtat de Lake (Califòrnia, Estats Units); a la vall del riu Vuonnemiok, al massís de Khibini (Península de Kola, Rússia); al llac Katwe, al Districte de Kasese (Uganda) i a Bangkog (Regió Autònoma del Tibet, Xina).
Sol trobar-se associada a altres minerals com: northupita, gaylussita, thenardita, schairerita i pirssonita.